# Godefridus Bouvaert
Godefridus Bouvaert (1685-1770) was een monnik in de Oostenrijkse Nederlanden. Hij was bibliothecaris van de abdij van Hemiksem en publiceerde zelf ook.

## Levensloop
Bouvaert was afkomstig uit Antwerpen, in Oostenrijks-Brabant. Hij trad in bij de cisterciënzers van de Sint-Bernardusabdij in Hemiksem, eind 17e begin 18e eeuw. Jarenlang was hij de bibliothecaris van de abdij. Bouvaert besteedde veel tijd aan een nieuwe vorm van boekenarchief, waarbij hij zelf catalogi schreef die alle werken uit de abdijcollectie opsomde en ordende. De catalogi van Bouvaert werden tot in de 20e eeuw gebruikt, vooraleer de digitalisering van de bibliotheek plaatsvond.
Zelf schreef Bouvaert korte gedichten die hij liet publiceren in andere werken of in almanakken. Zijn gedichten waren ironisch en scherp van aard. Zijn bekendste gedicht is Den lof van den ezel.
Hij schreef daarnaast korte verslagen over gebeurtenissen in de streek. Zo zijn van Bouvaert bekend: Moorden binnen Puurs en Proces van de pataten.
- Biografisch Portaal: 96019302
- Digitale Bibliotheek voor de Nederlandse Letteren: bouv003
- Library of Congress Control Number: no2006096748
- Nederlandse Thesaurus van Auteursnamen: 236648985
- Virtual International Authority File: 68691933
- WorldCat: E39PBJy4f7K4KTGy4JKqmkHBfq